# 映画芸術
『映画芸術』（えいがげいじゅつ）は、映画芸術が発行する日本の映画雑誌である。季刊誌。発行人兼編集長は脚本家の荒井晴彦。

## 概要
1946年に清水光が、京都で創刊する。
一度休刊しているところを、1955年、後の沢村貞子の夫であり京都・都新聞（みやこしんぶん）出身の大橋恭彦が編集・発行人となって、東京で再刊。なお、各種二次資料で「大橋恭彦が創刊」とされているが、本人の著作と矛盾している内容である。
1963年頃の執筆陣は、吉本隆明、埴谷雄高、花田清輝、いいだもも、斎藤龍凰、三島由紀夫や武田泰淳ら。社長が大橋恭彦で、編集長が小川徹という体制で、後に映画監督となる神山征二郎がレイアウトのアルバイトで参加していた。1964年には6,000部だった発行部数は、1969年末には13,000部に伸びた。
しかし、1970年6月から経営難のためストライキが勃発して、従業員たちが経営者の大橋と対立。大橋は手を引き、発行も編集長の小川徹が行うようになった。従来の映画雑誌が取り上げなかったアングラ映画やポルノ映画も積極的に取り上げて評論するようになる。1960年代末から1970年代にかけての小川編集長時代の『映画芸術』は、佐藤重臣の『映画評論』や松田政男の『映画批評』と並ぶ存在だったが、「政治的に過ぎる」ともみなされる。
商業的には低迷して、1972年8月から隔月刊化し、その後、季刊を経て休刊となる。休刊の際には葬式パーティーが開かれた。
1989年に脚本家の荒井晴彦が癌で死の直前の小川徹から引き継ぐ形で、発行人兼編集長となって、季刊誌として復刊した。執筆陣は、荒井の人脈で、田中陽造、大川俊道、桂千穂、佐治乾、神波史男など脚本家仲間が多く参加して、映画評論家から映画人に比重を移した。金欠のために編集スタッフは無報酬のボランティアであり、新宿ゴールデン街でクダを巻いているような映画人の愚痴ばかりと揶揄されるような誌面作りの一方、個人雑誌の強みから、映画業界誌的な『キネマ旬報』には不可能な業界タブーを書けるとも評価されている。1997年夏には、執筆陣が大量に離反して、浅田彰、鹿島徹といった学者を起用して誌面をリニューアルした。
発行元は、星林社、第一出版社、共立通信社出版部、映画芸術社などを変遷している。

## 日本映画ベストテン&ワーストテン
映画芸術ベストテンは総合的な順位ではなく、選者個々人の過去1年間の映画批評を総括したベストテン。映画評論家、映画監督、脚本家、プロデューサー、劇場スタッフ、一般の会社員からなる選者。特に、ワーストテンを発表するのが、他のベストテンとの大きな違いとなっている。
第1回（1964年度）と第2回（1965年度）は、早慶など有名私大を中心とした大学映研によってベストテンを決定した。第3回（1966年度）からは映画評論家による選考に変更された。また、ワースト作品の選出は第5回（1968年度）から行われているが、ポイントの合計でワースト順位を決めるようになったのは、第10回（1974年度）から。
対象となるのは、前年12月から当該年11月までに公開された映画。12月下旬に投票締切、1月下旬発売の冬号で発表。
発行人である荒井晴彦自身や荒井の弟子による監督・脚本作品が高い順位を得る反面、『おくりびと』や『万引き家族』など、他の映画賞で高評価の映画をワースト1位にすることが多々ある。また、本ランキングは「ベスト票の点からワースト票の点数分を引いて、その結果をベストランキングとする」という方式であるが、『映画秘宝』の常連ライターである柳下毅一郎は、「荒井晴彦の都合の良い結果にするためのシステムである」という趣旨の批判をブログでしている。それに対しては、『映画芸術』側も公式サイトで反論している。
2016年ベストテンにおいてアニメーション映画『この世界の片隅に』を第1位に選出していたが、2017年からアニメーション映画を対象外とした。この方針に抗議した『別冊映画秘宝』編集部は、2018年6月に『アニメ秘宝 発進準備号 オールタイム・ベスト・アニメーション』を「アニメでなぜ悪い 映画狂のためのアニメーション必携」と副題をつけて刊行した。ほとんどの寄稿者が『映画芸術』を非難していたが、映画監督の金子修介は「カッとなった人も冷静になったほうがいい、と思った。アニメは裾野や記憶が広がりすぎているし、もともと実写とは別なところから発生している芸術で、（略）優劣の基準を同一にして芸術的評価はできないと感じるのは、当然の話だと思う」とコメントした。また、映画芸術の極端な運営方針は世間から忘れられないようにするためであったり、雑誌の発行部数を伸ばすための炎上商法なのではないかという指摘も存在している。

### 第1回（1964年度） - 第10回（1973年度）

#### 第1回（1964年度）
- 日本映画ベストテン1位 『赤い殺意』（今村昌平監督）[17][15]

#### 第2回（1965年度）
- 日本映画ベストテン1位 『東京オリンピック』（市川崑監督）[17][15]
- 外国映画ベストテン1位 『8 1/2』（フェデリコ・フェリーニ監督）[17][15]

#### 第3回（1966年度）
- 日本映画ベストテン1位（学生・評論家ともに） 『白昼の通り魔』[25]（大島渚監督）[17][15]
- 外国映画ベストテン1位 
  - 学生 『幸福』（アニエス・ヴァルダ監督）[26]
  - 評論家 『戦争は終わった（英語版）』[27]（アラン・レネ監督）[17][15]

#### 第4回（1967年度）
- 日本映画ベストテン1位 『人間蒸発』（今村昌平監督）[17][26]
- 外国映画ベストテン1位 『戦争は終わった』（アラン・レネ監督）[17][26]

#### 第5回（1968年度）
- 日本映画ベストテン1位 『神々の深き欲望』（今村昌平監督）[17][26]
- 外国映画ベストテン1位 『俺たちに明日はない』（アーサー・ペン監督）[17][26]

#### 第6回（1969年度）
- 日本映画ベストテン1位 『私が棄てた女』（浦山桐郎監督）[17][26]
- 外国映画ベストテン1位 『ウイークエンド』（ジャン＝リュック・ゴダール監督）[17][28]

#### 第7回（1970年度）
- 日本映画ベストテン1位 『にっぽん戦後史 マダムおんぼろの生活』[29]（今村昌平監督）[17][28]
- 外国映画ベストテン1位 『地獄に堕ちた勇者ども』（ルキノ・ヴィスコンティ監督）[17][28]

#### 第8回（1972年度）
- 日本映画ベストテン1位 『人生劇場』（加藤泰監督）[17][28]
- 外国映画ベストテン1位 中止[17][28]

#### 第9回（1973年度）
- 日本映画ベストテン1位 『仁義なき戦い』（深作欣二監督）[17][28]
- 外国映画ベストテン1位 
  - 『ポセイドン・アドベンチャー』（ロナルド・ニーム監督）[17][30]
  - 『ラストタンゴ・イン・パリ』（ベルナルド・ベルトルッチ監督）[30]

#### 第10回（1974年度）
- 日本映画ベストテン1位 『四畳半襖の裏張り しのび肌』[31]（神代辰巳監督）[17][32]
- 外国映画ベストテン1位 『最後の晩餐』（マルコ・フェレーリ監督）[17][32]
- 日本映画ワーストテン1位 『サンダカン八番娼館 望郷』（熊井啓監督）[17]
- 外国映画ワーストテン1位 『スティング』（ジョージ・ロイ・ヒル監督）[17]

### 第11回（1975年度） - 第20回（1984年度）

#### 第11回（1975年度）
- 日本映画ベストテン1位 『新幹線大爆破』（佐藤純彌監督）[17][32]
- 外国映画ベストテン1位 『ガルシアの首』（サム・ペキンパー監督）[17][32]
- 日本映画ワーストテン1位 『青春の門』（浦山桐郎監督）[17]
- 外国映画ワーストテン1位 『タワーリング・インフェルノ』（ジョン・ギラーミン 監督）[17]

#### 第12回（1976年度）
- 日本映画ベストテン1位 『さらば夏の光よ』（山根成之監督）[17][33]
- 外国映画ベストテン1位 『ナッシュビル』（ロバート・アルトマン監督）[17][33]
- 日本映画ワーストテン1位 『北の岬』（熊井啓監督）[17]
- 外国映画ワーストテン1位 『カッコーの巣の上で』（ミロス・フォアマン監督）[17]

#### 第13回（1977年度）
- 日本映画ベストテン1位 『悲愁物語』（鈴木清順監督）[17][33]
- 外国映画ベストテン1位 『惑星ソラリス』（アンドレイ・タルコフスキー監督）[17][33]
- 日本映画ワーストテン1位 『人間の証明』（佐藤純彌監督）[17]
- 外国映画ワーストテン1位 『ネットワーク』（シドニー・ルメット監督）[17]

#### 第14回（1978年度）
- 日本映画ベストテン1位 『曽根崎心中』（増村保造監督）[17][33]
- 外国映画ベストテン1位 『家族の肖像』（ルキノ・ヴィスコンティ監督）[17]
- 日本映画ワーストテン1位 『お吟さま』（熊井啓監督）[17]
- 外国映画ワーストテン1位 『愛と喝采の日々』（ハーバート・ロス監督）[17]

#### 第15回（1979年度）
- 日本映画ベストテン1位 『十九歳の地図』（柳町光男監督）[17][34]
- 外国映画ベストテン1位 『木靴の樹』（エルマンノ・オルミ監督）[17][34]
- 日本映画ワーストテン1位 『衝動殺人 息子よ』（木下惠介監督）[17]
- 外国映画ワーストテン1位 『スーパーマン』（リチャード・ドナー監督）[17]

#### 第16回（1980年度）
- 日本映画ベストテン1位 『ツィゴイネルワイゼン』（鈴木清順監督）[17][34]
- 外国映画ベストテン1位 『マリア・ブラウンの結婚』（ライナー・ヴェルナー・ファスビンダー監督）[17][34]
- 日本映画ワーストテン1位 『影武者』（黒澤明監督）[17]
- 外国映画ワーストテン1位 
  - 『カリギュラ』（監督:ティント・ブラスほか）[17]
  - 『地獄の黙示録』（フランシス・フォード・コッポラ監督）[17]

#### 第17回（1981年度）
- 日本映画ベストテン1位 『陽炎座』（鈴木清順監督）[17][34]
- 外国映画ベストテン1位 『ブリキの太鼓』（フォルカー・シュレンドルフ監督）[17][35]
- 日本映画ワーストテン1位 『駅 STATION』（降旗康男監督）[17]
- 外国映画ワーストテン1位 『エレファント・マン』（デイヴィッド・リンチ監督）[17]

#### 第18回（1982年度）
- 日本映画ベストテン1位 『ニッポン国・古屋敷村』[36]（小川紳介監督）[17][35]
- 外国映画ベストテン1位 『1900年』（ベルナルド・ベルトルッチ監督）[17][35]
- 日本映画ワーストテン1位 『海峡』（森谷司郎監督）[17]
- 外国映画ワーストテン1位 『レッズ』（ウォーレン・ベイティ監督）[17]

#### 第19回（1983年度）
- 日本映画ベストテン1位 『家族ゲーム』（森田芳光監督）[17][35]
- 外国映画ベストテン1位 『ガープの世界』（ジョージ・ロイ・ヒル監督）[17][35]
- 日本映画ワーストテン1位 『楢山節考』（今村昌平監督）[17]
- 外国映画ワーストテン1位 『アウトサイダー』（フランシス・フォード・コッポラ監督）[17]

#### 第20回（1984年度）
- 日本映画ベストテン1位 『Wの悲劇』（澤井信一郎監督）[17][37]
- 外国映画ベストテン1位 『欲望のあいまいな対象』（ルイス・ブニュエル監督）[17][37]
- 日本映画ワーストテン1位 『上海バンスキング』（深作欣二監督）[17]
- 外国映画ワーストテン1位 『スカーフェイス』（ブライアン・デ・パルマ監督）[17]

### 第21回（1985年度） - 第30回（1994年度）

#### 第21回（1985年度）
- 日本映画ベストテン1位 『台風クラブ』（相米慎二監督）[17][37]
- 外国映画ベストテン1位 『エル・スール』（ビクトル・エリセ監督）[17][37]
- 日本映画ワーストテン1位 『乱』（黒澤明監督）[17]
- 外国映画ワーストテン1位 『キリング・フィールド』（ローランド・ジョフィ監督）[17]

#### 第22回（1986年度）
- 日本映画ベストテン1位 『天空の城ラピュタ』（宮崎駿監督）[37]
- 外国映画ベストテン1位 『ストレンジャー・ザン・パラダイス』（ジム・ジャームッシュ監督）[38]

#### 第23回（1987年度）
- 日本映画ベストテン1位 『ゆきゆきて、神軍』（原一男監督）[38]
- 外国映画ベストテン1位 『グッドモーニング・バビロン!』（監督：タヴィアーニ兄弟）[38]

#### 第24回（1988年度）
- 日本映画ベストテン1位 『となりのトトロ』（宮崎駿監督）[38]
- 外国映画ベストテン1位 『フルメタル・ジャケット』（スタンリー・キューブリック監督）[38]

#### 第25回（1989年度）
- 日本映画ベストテン1位 『どついたるねん』（阪本順治監督）[39]
- 外国映画ベストテン1位 『ダイ・ハード』（ジョン・マクティアナン監督）[39]
- 日本映画ワーストテン1位 『オルゴール』（黒土三男監督）[39]
- 外国映画ワーストテン1位 『カミーユ・クローデル』（ブリュノ・ニュイッテン監督）[39]

#### 第26回（1990年度）
- 日本映画ベストテン1位 『3-4X10月』（北野武監督）[39]
- 外国映画ベストテン1位 『悲情城市』（侯孝賢監督）[40]
- 日本映画ワーストテン1位 『あげまん』（伊丹十三監督）[39]
- 外国映画ワーストテン1位 『7月4日に生まれて』（オリバー・ストーン監督）[40]

#### 第27回（1991年度）
- 日本映画ベストテン1位 『あの夏、いちばん静かな海。』（北野武監督）[40]
- 外国映画ベストテン1位 『インディアン・ランナー』（ショーン・ペン監督）[40]
- 日本映画ワーストテン1位 『八月の狂詩曲』（黒澤明監督）[40]
- 外国映画ワーストテン1位 『シェルタリング・スカイ』（ベルナルド・ベルトルッチ監督）[40]

#### 第28回（1992年度）
- 日本映画ベストテン1位 『シコふんじゃった。』（周防正行監督）[41]
- 外国映画ベストテン1位 『牯嶺街少年殺人事件』（エドワード・ヤン監督）[41]
- 日本映画ワーストテン1位 『落陽』（伴野朗監督）[41]
- 外国映画ワーストテン1位 『フック』（スティーヴン・スピルバーグ監督）[41]

#### 第29回（1993年度）
- 日本映画ベストテン1位 『月はどっちに出ている』（崔洋一監督）[41]
- 外国映画ベストテン1位 『許されざる者』（クリント・イーストウッド監督）[42]
- 日本映画ワーストテン1位 『学校』（山田洋次監督）[42]
- 外国映画ワーストテン1位 『幸福の条件』（エイドリアン・ライン監督）[42]

#### 第30回（1994年度）
- 日本映画ベストテン1位 『棒の哀しみ』（神代辰巳監督）[43][42]
- 外国映画ベストテン1位 『ショート・カッツ』（ロバート・アルトマン監督）[42]
- 日本映画ワーストテン1位 『四十七人の刺客』（市川崑監督）[42]
- 外国映画ワーストテン1位 『シンドラーのリスト』（スティーヴン・スピルバーグ監督）[44]

### 第31回（1995年度） - 第40回（2004年度）

#### 第31回（1995年度）
- 日本映画ベストテン1位 『ガメラ 大怪獣空中決戦』（金子修介監督）[44]
- 外国映画ベストテン1位 『エド・ウッド』（ティム・バートン監督）[44]
- 日本映画ワーストテン1位 『静かな生活』（伊丹十三監督）[44]
- 外国映画ワーストテン1位 『ナチュラル・ボーン・キラーズ』（オリバー・ストーン監督）[44]

#### 第32回（1996年度）
- 日本映画ベストテン1位 『キッズ・リターン』（北野武監督）[45]
- 外国映画ベストテン1位 『ファーゴ』（ジョエル・コーエン監督）[45]
- 日本映画ワーストテン1位 『スーパーの女』（伊丹十三監督）[45]
- 外国映画ワーストテン1位 『愛のめぐりあい』（監督：ミケランジェロ・アントニオーニ、ヴィム・ヴェンダース）[45]

#### 第33回（1997年度）
- 日本映画ベストテン1位 『CURE』（黒沢清監督）[45]
- 日本映画ワーストテン1位 『パラサイト・イヴ』（落合正幸監督）[45]

#### 第34回（1998年度）
- 日本映画ベストテン1位 『時雨の記』（澤井信一郎監督）[46]
- 日本映画ワーストテン1位 『HANA-BI』（北野武監督）[46]

#### 第35回（1999年度）
- 日本映画ベストテン1位 『御法度』（大島渚監督）[46]
- 日本映画ワーストテン1位 『鉄道員 ぽっぽや』（降旗康男監督）[46]

#### 第36回（2000年度）
- 日本映画ベストテン1位 『顔』（阪本順治監督）[46]
- 日本映画ワーストテン1位 『ホワイト・アウト』（若松節朗監督）[46]

#### 第37回（2001年度）
- 日本映画ベストテン1位 『GO』（行定勲監督）[47]
- 日本映画ワーストテン1位 『ホタル』（降旗康男監督）[47]

#### 第38回（2002年度）
- 日本映画ベストテン1位 『害虫』（塩田明彦監督）[47]
- 日本映画ワーストテン1位 『千年の恋 ひかる源氏物語』（堀川とんこう監督）[47]

#### 第39回（2003年度）
- 日本映画ベストテン1位 『ヴァイブレータ』（廣木隆一監督）[47]
- 日本映画ワーストテン1位 『スパイ・ゾルゲ』（篠田正浩監督）[47]

#### 第40回（2004年度）
- 日本映画ベストテン1位 『ユダ』（瀬々敬久監督）[47]
- 日本映画ワーストテン1位 『世界の中心で、愛をさけぶ』（行定勲監督）[48]

### 第41回（2005年度） - 第40回（2014年度）

#### 第41回（2005年度）
- 日本映画ベストテン1位 『リンダ リンダ リンダ』（山下敦弘監督）[48]
- 日本映画ワーストテン1位 『ALWAYS 三丁目の夕日』（山崎貴監督）[48]

#### 第42回（2006年度）
- 日本映画ベストテン1位 『やわらかい生活』（廣木隆一監督）[48]
- 日本映画ワーストテン1位 『ゲド戦記』（宮崎吾朗監督）[48]

#### 第43回（2007年度）
- ベストテン[49]
  - 10　サッド ヴァケイション（監督：青山真治）
  - 20　それでもボクはやってない（監督：周防正行）
  - 30　天然コケッコー（監督：山下敦弘）
  - 40　魂萌え!（監督：阪本順治）
  - 50　松ヶ根乱射事件（監督：山下敦弘）
  - 60　叫（監督：黒沢清）
  - 70　しゃべれども しゃべれども（監督：平山秀幸）
  - 80　サイドカーに犬（監督：根岸吉太郎）
  - 90　国道20号線（監督：富田克也）
  - 10　ジャーマン+雨（監督：横浜聡子）

- ワーストテン
  - 10　大日本人（監督：松本人志）
  - 20　俺は、君のためにこそ死ににいく（監督：新城卓）
  - 30　監督・ばんざい!（監督：北野武）
  - 40　恋空（監督：今井夏木）
  - 50　さくらん（監督：蜷川実花）
  - 60　オリヲン座からの招待状（監督：三枝健起）
  - 70　スキヤキ・ウエスタン ジャンゴ（監督：三池崇史）
  - 80　遠くの空に消えた（監督：行定勲）
  - 80　どろろ（監督：塩田明彦）
  - 10　蒼き狼 〜地果て海尽きるまで〜（監督：澤井信一郎）

#### 第44回（2008年度）
- ベストテン[50]
  - 10　ノン子36歳（家事手伝い）（監督：熊切和嘉）
  - 20　実録・連合赤軍 あさま山荘への道程（監督：若松孝二）
  - 30　接吻（監督：万田邦敏）
  - 40　トウキョウソナタ（監督：黒沢清）
  - 50　人のセックスを笑うな（監督：井口奈己）
  - 50　PASSION（監督：濱口竜介）
  - 70　闇の子供たち（監督：阪本順治）
  - 80　カメレオン（監督：阪本順治）
  - 90　石内尋常高等小学校　花は散れども（監督：新藤兼人）
  - 10　きみの友だち（監督：廣木隆一）

- ワーストテン
  - 10　おくりびと（監督：滝田洋二郎）
  - 20　少林少女（監督：本広克行）
  - 30　ザ・マジックアワー（監督：三谷幸喜）
  - 30　私は貝になりたい（監督：福澤克雄）
  - 50　トウキョウソナタ（監督：黒沢清）
  - 60　アキレスと亀（監督：北野武）
  - 60　七夜待（監督：河瀨直美）
  - 80　歩いても 歩いても（監督：是枝裕和）
  - 80　クライマーズ・ハイ（監督：原田眞人）
  - 10　実録・連合赤軍 あさま山荘への道程（監督：若松孝二）

#### 第45回（2009年度）
- ベストテン[51]
  - 10　愛のむきだし（監督：園子温）
  - 20　ウルトラミラクルラブストーリー（監督：横浜聡子）
  - 30　ヴィヨンの妻 〜桜桃とタンポポ〜（監督：根岸吉太郎）
  - 40　あんにょん由美香（監督：松江哲明）
  - 50　私は猫ストーカー（監督：鈴木卓爾）
  - 60　SR サイタマノラッパー（監督：入江悠）
  - 60　ドキュメンタリー頭脳警察（監督：瀬々敬久）
  - 80　大阪ハムレット（監督：光石富士朗）
  - 80　余命1ヶ月の花嫁（監督：廣木隆一）
  - 10　のんちゃんのり弁（監督：緒方明）

- ワーストテン
  - 10　空気人形（監督：是枝裕和）
  - 20　蟹工船（監督：SABU）
  - 30　ROOKIES -卒業-（監督：平川雄一朗）
  - 40　しんぼる（監督：松本人志）
  - 50　MW-ムウ-（監督：岩本仁志）
  - 60　笑う警官（監督：角川春樹）
  - 70　ハルフウェイ（監督：北川悦吏子）
  - 80　さまよう刃（監督：益子昌一）
  - 90　カムイ外伝（監督：崔洋一）
  - 10　ガマの油（監督：役所広司）
  - 10　ゼロの焦点（監督：犬童一心）
  - 10　ディア・ドクター（監督：西川美和）

#### 第46回（2010年度）
- ベストテン[52]
  - 10　ヘヴンズ ストーリー（監督：瀬々敬久）
  - 20　堀川中立売（監督：柴田剛）
  - 30　怒る西行（監督：沖島勲）
  - 30　パートナーズ（監督：下村優）
  - 50　イエローキッド（監督：真利子哲也）
  - 60　川の底からこんにちは（監督：石井裕也）
  - 60　さんかく（監督：吉田恵輔）
  - 80　十三人の刺客（監督：三池崇史）
  - 90　海炭市叙景（監督：熊切和嘉）
  - 90　時をかける少女（監督：谷口正晃）
  - 90　ボーイズ・オン・ザ・ラン（監督：三浦大輔）

- ワーストテン
  - 10　告白（監督：中島哲也）
  - 20　キャタピラー（監督：若松孝二）
  - 30　おとうと（監督：山田洋次）
  - 40　インシテミル 7日間のデス・ゲーム（監督：中田秀夫）
  - 50　東京島（監督：篠崎誠）
  - 60　座頭市 THE LAST（監督：阪本順治）
  - 60　シュアリー・サムデイ（監督：小栗旬）
  - 80　SPACE BATTLESHIP ヤマト（監督：山崎貴）
  - 90　踊る大捜査線 THE MOVIE3 ヤツらを解放せよ!（監督：本広克行）
  - 90　ソラニン（監督：三木孝浩）

#### 第47回（2011年度）
- ベストテン[53]
  - 10　大鹿村騒動記（監督：阪本順治）
  - 20　サウダーヂ（監督：富田克也）
  - 30　アントキノイノチ（監督：瀬々敬久）
  - 40　東京公園（監督：青山真治）
  - 50　一枚のハガキ（監督：新藤兼人）
  - 60　歓待（監督：深田晃司）
  - 70　モテキ（監督：大根仁）
  - 80　監督失格（監督：平野勝之）
  - 90　魔法少女を忘れない（監督：堀禎一）
  - 10　僕たちは世界を変えることができない。But,we wanna build a school in Cambodia.（監督：深作健太）

- ワーストテン
  - 10　ステキな金縛り（監督：三谷幸喜）
  - 20　さや侍（監督：松本人志）
  - 30　恋の罪（監督：園子温）
  - 40　プリンセス トヨトミ（監督：鈴木雅之）
  - 50　監督失格（監督：平野勝之）
  - 60　冷たい熱帯魚（監督：園子温）
  - 70　冬の日（監督：黒崎博）
  - 80　マイ・バック・ページ（監督：山下敦弘）
  - 90　アジアの純真（監督：片嶋一貴）
  - 90　ハラがコレなんで（監督：石井裕也）
  - 90　八日目の蝉（監督：成島出）

#### 第48回（2012年度）
- ベストテン[54]
  - 10　かぞくのくに（監督：ヤン・ヨンヒ）
  - 10　苦役列車（監督：山下敦弘）
  - 30　Playback（監督：三宅唱）
  - 40　旧支配者のキャロル（監督：高橋洋）
  - 50　桐島、部活やめるってよ（監督：吉田大八）
  - 60　先生を流産させる会（監督：内藤瑛亮）
  - 70　黄金を抱いて翔べ（監督：井筒和幸）
  - 80　ライク・サムワン・イン・ラブ（監督：アッバス・キアロスタミ）
  - 90　その夜の侍（監督：赤堀雅秋）
  - 10　SRサイタマノラッパー ロードサイドの逃亡者（監督：入江悠）

- ワーストテン
  - 10　希望の国（監督：園子温）
  - 20　ヒミズ（監督：園子温）
  - 30　夢売るふたり（監督：西川美和）
  - 40　アウトレイジ ビヨンド（監督：北野武）
  - 50　あなたへ（監督：降旗康男）
  - 50　ヘルタースケルター（監督：蜷川実花）
  - 70　悪の教典（監督：三池崇史）
  - 80　鍵泥棒のメソッド（監督：内田けんじ）
  - 80　桐島、部活やめるってよ（監督：吉田大八）
  - 80　終の信託（監督：周防正行）

#### 第49回（2013年度）
- ベストテン[55]
  - 10　ペコロスの母に会いに行く（監督：森﨑東）
  - 20　共喰い（監督：青山真治）
  - 30　舟を編む（監督：石井裕也）
  - 40　恋の渦（監督：大根仁）
  - 40　なにもこわいことはない（監督：斎藤久志）
  - 60　もらとりあむタマ子（監督：山下敦弘）
  - 70　リアル～完全なる首長竜の日～（監督：黒沢清）
  - 80　フラッシュバックメモリーズ 3D（英語版）（監督：松江哲明）
  - 80　横道世之介（監督：沖田修一）
  - 10　かぐや姫の物語（監督：高畑勲）
  - 10　戦争と一人の女（監督：井上淳一）

- ワーストテン
  - 10　東京家族（監督：山田洋次）
  - 20　風立ちぬ（監督：宮崎駿）
  - 30　地獄でなぜ悪い（監督：園子温）
  - 40　人類資金（監督：阪本順治）
  - 50　R100（監督：松本人志）
  - 50　そして父になる（監督：是枝裕和）
  - 70　少年H（監督：降旗康男）
  - 80　清須会議（監督：三谷幸喜）
  - 90　藁の楯（監督：三池崇史）
  - 10　ガッチャマン（監督：佐藤東弥）
  - 10　凶悪（監督：白石和彌）
  - 10　戦争と一人の女（監督：井上淳一）

#### 第50回（2014年度）
- ベストテン[56]
  - 10　海を感じる時（監督：安藤尋）
  - 20　0.5ミリ（監督：安藤桃子）
  - 30　三里塚に生きる（監督：大津幸四郎、代島治彦）
  - 40　ドライブイン蒲生（監督：たむらまさき）
  - 50　劇場版 テレクラキャノンボール2013（監督：カンパニー松尾）
  - 60　こっぱみじん（監督：田尻裕司）
  - 60　水の声を聞く（監督：山本政志）
  - 80　ほとりの朔子（監督：深田晃司）
  - 90　色道四十八手 たからぶね（監督：井川耕一郎）
  - 90　まほろ駅前狂騒曲（監督：大森立嗣）

- ワーストテン
  - 10　そこのみにて光輝く（監督：呉美保）
  - 20　渇き。（監督：中島哲也）
  - 20　ふしぎな岬の物語（監督：成島出）
  - 20　私の男（監督：熊切和嘉）
  - 50　紙の月（監督：吉田大八）
  - 50　小さいおうち（監督：山田洋次）
  - 70　愛の渦（監督：三浦大輔）
  - 70　永遠の0（監督：山崎貴）
  - 70　蜩ノ記（監督：小泉堯史）
  - 10　2つ目の窓（監督：河瀨直美）

### 第51回（2015年度） - 第58回（2022年度）

#### 第51回（2015年度）
- ベストテン[57]
  - 10　この国の空（監督：荒井晴彦）
  - 20　ハッピーアワー（監督：濱口竜介）
  - 30　GONIN サーガ（監督：石井隆）
  - 40　さよなら歌舞伎町（監督：廣木隆一）
  - 50　恋人たち（監督：橋口亮輔）
  - 60　ローリング（監督：冨永昌敬）
  - 70　バクマン。（監督：大根仁）
  - 80　野火（監督：塚本晋也）
  - 90　岸辺の旅（監督：黒沢清）
  - 10　深夜食堂（監督：松岡錠司）

- ワーストテン
  - 10　日本のいちばん長い日（監督：原田眞人）
  - 20　龍三と七人の子分たち（監督：北野武）
  - 30　海街diary（監督：是枝裕和）
  - 40　天空の蜂（監督：堤幸彦）
  - 50　あん（監督：河瀨直美）
  - 50　ギャラクシー街道（監督：三谷幸喜）
  - 70　恋人たち（監督：橋口亮輔）
  - 80　岸辺の旅（監督：黒沢清）
  - 90　FOUJITA（監督：小栗康平）
  - 10　ラブ&ピース（監督：園子温）

#### 第52回（2016年度）
- ベストテン
  - 10　この世界の片隅に（監督：片渕須直）[58]
  - 20　聖の青春（監督：森義隆）[58]
  - 30　ディストラクション・ベイビーズ（監督：真利子哲也）[58]
  - 40　団地（監督：阪本順治）
  - 50　リップヴァンウィンクルの花嫁（監督：岩井俊二）
  - 50　オーバー・フェンス（監督：山下敦弘）
  - 70　続・深夜食堂（監督：松岡錠司）
  - 80　セトウツミ（監督：大森立嗣）
  - 90　溺れるナイフ（監督：山戸結希）
  - 10　ケンとカズ（監督：小路紘史）

- ワーストテン
  - 10　怒り（監督：李相日）[58]
  - 20　湯を沸かすほどの熱い愛（監督：中野量太）
  - 30　シン・ゴジラ（総監督：庵野秀明、監督：樋口真嗣）
  - 40　君の名は。（監督：新海誠）
  - 50　リップヴァンウィンクルの花嫁（監督：岩井俊二）
  - 60　クリーピー 偽りの隣人（監督：黒沢清）
  - 60　葛城事件（監督：赤堀雅秋）
  - 80　この世界の片隅に（監督：片渕須直）
  - 80　64-ロクヨン-（監督：瀬々敬久）
  - 80　海賊とよばれた男（監督：山崎貴）

#### 第53回（2017年度）
- ベストテン
  - 10　映画 夜空はいつでも最高密度の青色だ（監督：石井裕也）[59]
  - 20　幼な子われらに生まれ（監督：三島有紀子）[59]
  - 30　バンコクナイツ（監督：富田克也）[59]
  - 40　彼女の人生は間違いじゃない（監督：廣木隆一）
  - 40　あゝ、荒野（監督：岸善幸）
  - 60　禅と骨（監督：中村高寛）
  - 70　奥田民生になりたいボーイと出会う男すべて狂わせるガール（監督：大根仁）
  - 70　予兆 散歩する侵略者 劇場版（監督：黒沢清）
  - 70　エルネスト（監督：阪本順治）
  - 10　月と雷（監督：安藤尋）

- ワーストテン
  - 10　三度目の殺人（監督：是枝裕和）[59]
  - 20　関ヶ原（監督：原田眞人）[59]
  - 20　あゝ、荒野（監督：岸善幸）[59]
  - 40　彼女の人生は間違いじゃない（監督：廣木隆一）
  - 50　鋼の錬金術師（監督：曽利文彦）
  - 60　エルネスト（監督：阪本順治）
  - 60　美しい星（監督：吉田大八）
  - 80　ポンチョに夜明けの風はらませて（監督：廣原暁）
  - 80　追憶（監督：降旗康男）
  - 10　ビジランテ（監督：入江悠）

#### 第54回（2018年度）
- ベストテン[60]
  - 10　きみの鳥はうたえる（監督：三宅唱）
  - 20　寝ても覚めても（監督：濱口竜介）
  - 30　菊とギロチン（監督：瀬々敬久）
  - 40　勝手にふるえてろ（監督：大九明子）
  - 50　ニッポン国VS泉南石綿村（監督：原一男）
  - 60　ごっこ（監督：熊澤尚人）
  - 70　ハード・コア（監督：山下敦弘）
  - 80　かぞくへ（監督：春本雄二郎）
  - 80　友罪（監督：瀬々敬久）
  - 10　ガチ星（監督：江口カン）

- ワーストテン
  - 10　万引き家族（監督：是枝裕和）
  - 10　止められるか、俺たちを（監督：白石和彌）
  - 30　カメラを止めるな!（監督：上田慎一郎）
  - 40　菊とギロチン（監督：瀬々敬久）
  - 50　SUNNY 強い気持ち・強い愛（監督：大根仁）
  - 60　妻よ薔薇のように 家族はつらいよIII（監督：山田洋次）
  - 70　寝ても覚めても（監督：濱口竜介）
  - 80　サニー/32（監督：白石和彌）
  - 80　素敵なダイナマイトスキャンダル（監督：富永昌敬）
  - 10　音量を上げろタコ!なに歌ってんのか全然わかんねぇんだよ!!（監督：三木聡）

#### 第55回（2019年度）
- ベストテン[61]
  - 10　火口のふたり（監督：荒井晴彦）
  - 20　半世界（監督：阪本順治）
  - 30　宮本から君へ（監督：真利子哲也）
  - 40　嵐電（監督：鈴木卓爾）
  - 50　よこがお（監督：深田晃司）
  - 60　月夜釜合戦（監督：佐藤零郎）
  - 70　多十郎殉愛記（監督：中島貞夫）
  - 80　岬の兄妹（監督：片山慎三）
  - 80　殺さない彼と死なない彼女（監督：小林啓一）
  - 10　ワイルドツアー（監督：三宅唱）

- ワーストテン
  - 10　記憶にございません!（監督：三谷幸喜）
  - 20　Diner ダイナー（監督：蜷川実花）
  - 30　麻雀放浪記2020（監督：白石和彌）
  - 30　ダンスウィズミー（監督：矢口史靖）
  - 50　新聞記者（監督：藤井道人）
  - 60　愛がなんだ（監督：今泉力哉）
  - 60　マチネの終わりに（監督：西谷弘）
  - 80　タロウのバカ（監督：大森立嗣）
  - 90　蜜蜂と遠雷（監督：石川慶）
  - 10　スペシャルアクターズ（監督：上田慎一郎）

#### 第56回（2020年度）
- ベストテン
  - 10　れいこいるか（監督：いまおかしんじ）
  - 20　37セカンズ（監督：HIKARI）
  - 30　アルプススタンドのはしの方（監督：城定秀夫）
  - 40　本気のしるし 劇場版（監督：深田晃司）
  - 50　ミセス・ノイズィ（監督：天野千尋）
  - 60　VIDEOPHOBIA（監督：宮崎大祐）
  - 70　風の電話（監督：諏訪敦彦）
  - 70　喜劇 愛妻物語（監督：足立紳）
  - 70　影裏（監督：大友啓史）
  - 10　恋するけだもの（監督：白石晃士）
  - 10　空に住む（監督：青山真治）
  - 10　私をくいとめて（監督：大九明子）

- ワーストテン
  - 10　スパイの妻（監督：黒沢清）
  - 20　罪の声（監督：土井裕泰）
  - 30　ミッドナイトスワン（監督：内田英治）
  - 40　海辺の映画館―キネマの玉手箱（監督：大林宣彦）
  - 40　Fukushima 50（監督：若松節朗）
  - 60　ばるぼら（監督：手塚眞）
  - 70　浅田家!（監督：中野量太）
  - 80　日本独立（監督：伊藤俊也）
  - 90　男はつらいよ お帰り 寅さん（監督：山田洋次）
  - 10　れいこいるか（監督：いまおかしんじ）
  - 10　子どもたちをよろしく（監督：隅田靖）
  - 10　ロマンスドール（監督：タナダユキ）

#### 第57回（2021年度）
- ベストテン
  - 10　草の響き（監督：斎藤久志）
  - 20　偶然と想像（監督：濱口竜介）
  - 30　BLUE/ブルー（監督：𠮷田恵輔）
  - 40　いとみち（監督：横浜聡子）
  - 50　街の上で（監督：今泉力哉）
  - 60　あのこは貴族（監督：岨手由貴子）
  - 70　茜色に焼かれる（監督：石井裕也）
  - 70　痛くない死に方（監督：高橋伴明）
  - 90　孤狼の血 LEVEL2（監督：白石和彌）
  - 10　東京自転車節（監督：青柳拓）

- ワーストテン
  - 10　空白（監督：𠮷田恵輔）
  - 20　すばらしき世界（監督：西川美和）
  - 30　キネマの神様（監督：山田洋次）
  - 40　ドライブ・マイ・カー（監督：濱口竜介）
  - 50　由宇子の天秤（監督：春本雄二郎）
  - 60　偶然と想像（監督：濱口竜介）
  - 60　そして、バトンは渡された（監督：前田哲）
  - 60　ヤクザと家族 The Family（監督：藤井道人）
  - 90　いのちの停車場（監督：成島出）
  - 90　花束みたいな恋をした（監督：土井裕泰）

#### 第58回（2022年度）
- ベストテン[62]
  - 10　ケイコ　目を澄ませて（監督：三宅唱）
  - 20　夜明けまでバス停で（監督：高橋伴明）
  - 30　天上の花（監督：片嶋一貴）
  - 40　冬薔薇（ふゆそうび）（監督：阪本順治）
  - 50　夕方のおともだち（監督：廣木隆一）
  - 60　こちらあみ子（監督：森井勇佑）
  - 70　マイスモールランド（監督：川和田恵真）
  - 70　愛なのに（監督：城定秀夫）
  - 90　麻希のいる世界（監督：塩田明彦）
  - 10　よだかの片想い（監督：安川有果）

- ワーストテン
  - 10　流浪の月（監督：李相日）
  - 20　シン・ウルトラマン（監督：樋口真嗣）
  - 30　ある男（監督：石川慶）
  - 40　ラーゲリより愛を込めて（監督：瀬々敬久）
  - 50　母性（監督：廣木隆一）
  - 60　死刑にいたる病（監督：白石和彌）
  - 70　LOVE LIFE（監督：深田晃司）
  - 80　ケイコ　目を澄ませて（監督：三宅唱）
  - 90　東京2020オリンピック SIDE:B（監督：河瀬直美）
  - 90　百花（監督：川村元気）

#### 第59回（2023年度）
- ベストテン[63]
  - 10　花腐し（監督：荒井晴彦）
  - 20　福田村事件（監督：森達也）
  - 30　せかいのおきく（監督：阪本順治）
  - 40　ほかげ（監督：塚本晋也）
  - 50　雑魚どもよ、大志を抱け！（監督：足立紳）
  - 60　渇水（監督：高橋正弥）
  - 70　二人静か（監督：坂本礼）
  - 80　BAD LANDS バッド・ランズ（監督：原田眞人）
  - 80　Single8（監督：小中和哉）
  - 10　市子（監督：戸田彬弘）

- ワーストテン
  - 10　月（監督：石井裕也）
  - 20　怪物（監督：是枝裕和）
  - 30　ゴジラ-1.0（監督：山崎貴）
  - 40　首（監督：北野武）
  - 50　リボルバー・リリー（監督：行定勲）
  - 60　シン・仮面ライダー（監督：庵野秀明）
  - 70　正欲（監督：岸善幸）
  - 80　波紋（監督：荻上直子）
  - 90　レジェンド&バタフライ（監督：大友啓史）
  - 100　こんにちは、母さん（監督：山田洋次）